# Twin Rivers (New Jersey)
Twin Rivers est une census-designated place située dans le comté de Mercer, dans l’État du New Jersey, aux États-Unis. Lors du recensement de 2020, elle compte 7 787 habitants.